# Karolína Ernestýna z Erbach-Schönberg

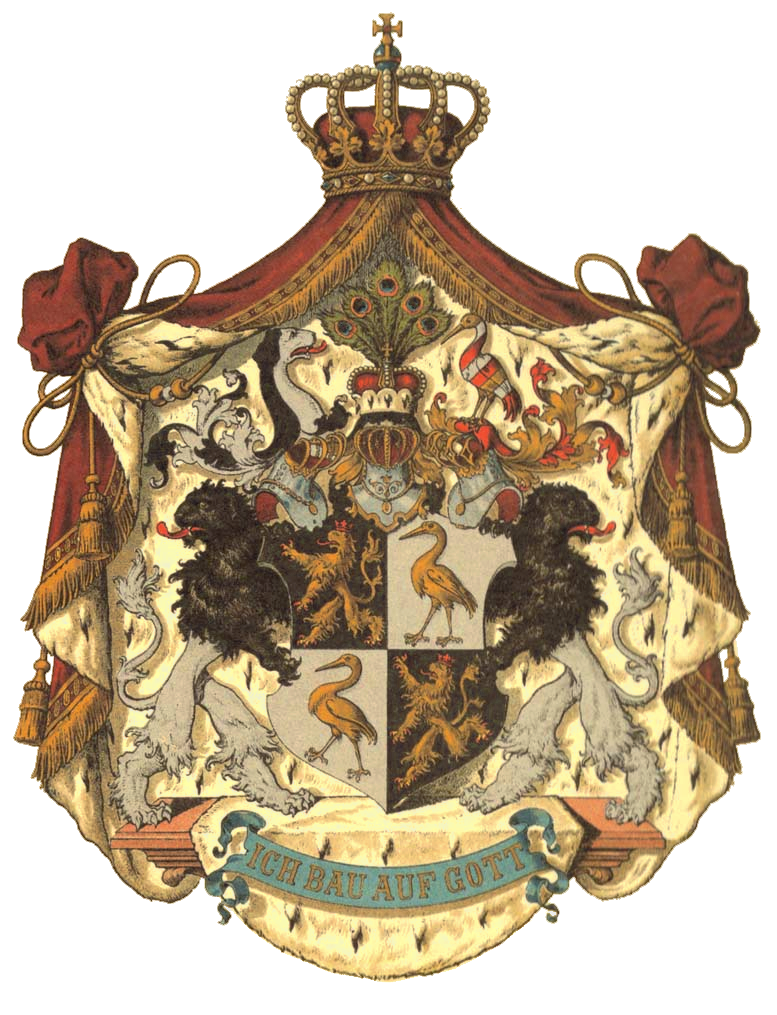
Wappen Deutsches Reich - Fürstentum Reuß jüngere Linie

Hraběnka Karolína Ernestýna z Erbach-Schönbergu se narodila 20. srpna (některé zdroje uvádějí 20. července) 1727 v Gedernu v Horním Hesensku, tehdy součásti Hesensko-Darmstadtské části Svaté říše římské. Byla dcerou hraběte Jiřího Augusta z Erbach-Schönbergu a hraběnky Ferdinandy Jindřišky ze Stolberg-Gedernu. 
Dne 28. června 1754 se provdala za Jindřicha XXIV. Reusse z Ebersdorfu. Pár měl sedm dětí, všechny se narodily v rodinném sídle v Ebersdorfu:
1. Jindřich XLVI., hrabě z Reuss-Ebersdorfu (14. května 1755 – 18. dubna 1757).
2. Augusta, hraběnka z Reuss-Ebersdorfu (9. ledna 1757 – 16. listopadu 1831); provdána 13. června 1777 za vévodu Františka Fridricha Antonína ze Saska-Coburg-Saalfeldu.
3. Luisa, hraběnka z Reuss-Ebersdorfu (2. června 1759 – 5. prosince 1840); 9. dubna 1806 povýšena na kněžnu Reuss-Ebersdorfskou; provdána 1. června 1781 za prince Jindřicha XLIII. Reuss-Köstritze.
4. Jindřich LI., hrabě z Reuss-Ebersdorfu (16. května 1761 – 10. července 1822); 9. dubna 1806 povýšen na knížete Reuss-Ebersdorfského.
5. Ernestýna Ferdinande, hraběnka z Reuss-Ebersdorfu (28. dubna 1762 – 19. května 1763).
6. Jindřich LIII., hrabě z Reuss-Ebersdorfu (24. května 1765 – 28. června 1770).
7. Jindřiška, hraběnka z Reuss-Ebersdorfu (9. května 1767 – 3. září 1801); provdána 4. července 1787 za hraběte Émile-Charlese de Leiningen.

Zemřela v Ebersdorfu v Durynsku 22. dubna 1796 ve věku 68 let.